# Richard Langweil
Richard Langweil (25. listopadu 1854 Budyně nad Ohří – 26. ledna 1941 Berlín, Schöneberg) byl český židovský podnikatel a politik občansky aktivní v mnoha spolcích, organizacích a institucích.

## Život

### Mladí a působení ve Slaném
Richard Langweil se narodil 25. listopadu 1854 do staré a vážené židovské rodiny Aloise Langweila (* 1817) z Budyně nad Ohří a Charlotte Langweil (roz. Lederer) (* 1819) z Libochovic. Jeho otec Alois Langweil roku 1860 rozšířil obchod s kůžemi, který provozoval ve Slaném, a založil první významnou továrnu na obuvnické svršky ve městě. V letech 1885 až 1893 působil jako starosta tamní židovské náboženské obce. 
Richard Langweil žil a působil ve Slaném, kde po otci převzal úspěšnou továrnu, která ve velkém množství vyvážela obuvnické svršky po Evropě (konkrétně do Německa, Francie, Holandska, Švýcarska, Dánska) a taktéž na ostrov Mauricius. Roku 1892 podnik zaměstnával přibližně 25–30 dělníků. 

### Politická a občanská aktivita
Richard Langweil byl členem městského zastupitelstva ve Slaném, které 20. ledna 1896 založilo městskou spořitelnu. V letech 1898–1903 působil jako člen jejího revidujícího komitétu. Kromě toho zastával funkci okresního zastupitele. V těchto veřejných funkcích se významně zasloužil o zavedení telefonní sítě ve Slaném. Působil ve správní radě místní chemické továrny, v dozorčím výboru okresní nemocenské pokladny, ve výboru městského obchodního grémia, v železniční komisi i ve školním výboru tamější Obchodní pokračovací školy. Byl členem lokálního Muzejního spolku, kterému pravidelně přispíval 1 zlatou ročně.
Muzeu ve Slaném věnoval vzácnou sadu římských a řeckých mincí. Byl také známý pro své mecenášství a pomoc potřebným, kterou nejčastěji soustředil dětem, sirotkům a vdovám. Veškeré příjmy, které z veřejné činnosti získával, věnoval na stravování chudých dětí a na podporu veřejné knihovny ve Slaném, kterou při jejím založení rozšířil o 15 spisů.

Udržoval přátelský vztah s dramatikem a spisovatelem Václavem Štechem, jenž později na Richarda Langweila a celou jeho rodinu vzpomínal ve svých fejetonech pod souhrnným názvem Přes ostnaté dráty (Paměti českého tvrdohlavce). Oba se zapojovali do kulturního a politického života města Slaného. Patřili k hlavním osobnostem společenského a kulturního spolku Mládenecký kruh, v jehož vedení během předsednictví MUDr. Mrázka zastával Štech funkci jednatele a Langweil funkci pokladníka. Kolem spolku se vytvořila výrazná skupina literátů, studentů, novinářů a pozdějších členů městské rady. Mládenecký kruh organizoval přednášky, kulturní akce a později se zaměřil také na ochotnické divadlo.  Oba rovněž stáli u zrodu Bruslařského klubu.
| „              | Při všech volbách ve městě, na něž jsem měl vliv, byl Langweil mým a mých přátel spolehlivým spolubojovníkem. S ním jsme mnoho šarvátek volebních vyhráli. Mnohdy to byly jen pronikavé úsudky, jež mi byly směrnicemi. Ničím se nedával lehce získati. | “ |
| — Václav Štech | |   |

 Byl podporovatelem a přispívajícím členem Spolku českých akademiků židů (SČAŽ), první organizace usilující o česko–židovské sblížení a zároveň se hlásící k českému národu, kterou také finančně podporoval. Richard Langweil rovněž vypracoval návrh na zřízení Ústřední jednoty obchodních grémií, která později vznikla v českém království. 

### Odchod do zahraničí
K roku 1900 ukončil veškerou veřejnou činnost ve Slaném a s rodinou město opustil. Příčinou odstoupení byla nespokojenost s tehdejšími neutěšenými místními a politickými poměry. Továrnu téhož roku přenechal Rudolfu Steinovi z Prahy, odstěhoval se do Vídně a později do Berlína, kde jeho synové působili jakožto úředníci berlínských poboček Dresdner Bank. Richard Langweil zůstal v Německu nadále aktivním a věnoval se obchodování v oblasti farmacie. V zahraničí taktéž převzal zastupování velkého obchodu s orientálními uměleckými předměty, který v Paříži provozovala jeho švagrová Florine Langweil.
| „                                  | On působil v našem městě opravdovou, nezištnou a vážnou prací, která zanechala a na dlouho ještě zanechá skutečných stop. Vše pokrokové, ušlechtilé a humánní mělo v něm nadšeného ctitele, zastánce, bojovníka. Posíláme p. Langweilovi do daleké Vídně vřelé pozdravy. Že i tam — v novém svém domově, — zůstane věrným, dobrým Čechem a přítelem zájmů našeho města, o tom nepochybujeme. Naše upřímné Na zdar ! | “ |
| — Světlo: List radikální, 3.8.1900 | |   |

 Během svého života ještě několikrát navštívil nově vzniklé Československo. Zemřel v roce 1941 v Berlíně–Schöneberg.

### Perzekuce rodiny
Langweilovu rodinu pro židovský původ postihla represe a perzekuce nacistické moci. Jeho manželka Marie Langweil (roz. Thieben) byla z Berlína transportována do Terezína, kde 13. září 1942 zemřela. Syn Rudolf Langweil, narozený roku 1889 ve Slaném, byl v únoru 1942 společně s manželkou Lili deportován z Prahy do Terezína. V dubnu téhož roku byli zařazeni do transportu Ag (č. 309 a 310) a převezeni do koncentračního tábora Piaski v Polsku, kde byli zavražděni.  Rudolfův syn z prvního manželství Jan Langweil, narozený roku 1920 v Berlíně, přežil nacistické koncentrační tábory a dočkal se osvobození. Po druhé světové válce žil ve Spojených státech amerických. Sestavil a knižně vydal básnickou sbírku z terezínského ghetta.
První syn Richarda Langweila – Artur Langweil, narozený v roce 1887 ve Slaném, emigroval ještě před první světovou válkou do USA.